# Sphenopidae
Sphenopidae Hertwig, 1882 è una famiglia di esacoralli dell'ordine Zoantharia.

## Descrizione
La famiglia comprende specie caratterizzate dalla presenza di incrostazioni sabbiose nello spessore dell'ectoderma e della mesoglea, assenti sul disco orale.
Le specie del genere Sphenopus sono solitarie e vivono semisommerse nel substrato sabbioso, a cui tuttavia non sono ancorate. Le specie del genere Palythoa invece sono coloniali e sono adese al substrato roccioso.

## Biologia
Le specie del genere Sphenopus sono tutte azooxantellate, cioè prive di zooxantelle endosimbionti, mentre le specie del genere Palythoa, ad eccezione di due, sono tutte zooxantellate.
Alcune specie del genere Palythoa  producono la palitossina, una delle biotossine marine più tossiche finora note: se ingerita è in grado di provocare nell'uomo una potente vasocostrizione, con conseguente ischemia miocardica che può portare ad arresto cardiaco.

## Distribuzione e habitat
Il genere Sphenopus è ristretto all'Indo-Pacifico mentre Palythoa è presente anche nella fascia tropicale dell'Atlantico.

## Tassonomia
La famiglia comprende i seguenti generi:
- Palythoa Lamouroux, 1816
- Sphenopus Steenstrup, 1856